# تيا بيلاك
تيا بيلاك (بالسلوفينية: Teja Belak)‏ هي متسابقة جمباز فني سلوفينية ولدت في يوم 22 أبريل 1994 في لوبليانا. أبرز إنجازاتها هو فوزها بالميدالية الذهبية في بطولة أوروبا 2019 في منسك. كما فازت بالميدالية البرونزية في دورة ألعاب البحر الأبيض المتوسط 2018 في طراغونة.